# Chasseur de vierges
 (novembre 2018).
Pour plus de détails, voir Fiche technique et Distribution.
Chasseur de vierges (エロス学園 感度ばつぐん, Erosu gakuen: Kando batsugun) est une comédie érotique japonaise réalisée par Koretsugu Kurahara, sortie en 1977.

## Synopsis
Dans un lycée, tous les jeunes puceaux rêvent de coucher avec la superbe Misa. Cette lycéenne, toujours pucelle, est toujours entourée de ses deux amies, la judokate Yoshie Tashiro et Akemi, la reporter du journal de l'établissement. Un jour, un nouvel élève, Ryu dit "le dragon", débarque. Bellâtre et sexy, amateur de vierges, il jette son dévolu sur toutes les filles au grand détriment des autres garçons beaucoup moins attirants que lui. Trop timides, ils jalousent son audace et sa virilité. Mais une jeune fille résiste à son charme : Misa. Violeur récidiviste tout juste sorti de prison, Ryu est prêt à tout pour la posséder et la déniaiser. Ryu compte donc continuer de faire honneur à son ego et passera à ce propos un avertissement dans le journal. Pour les filles, c'est une déclaration de guerre. Alors qu'il prépare l'assaut final pour déflorer et violer Misa, sa bande riposte en sollicitant l'aide de deux lycéens puceaux pour tuer Ryu. Une guerre des sexes commence.

## Fiche technique
- Titre original : エロス学園 感度ばつぐん (Erosu gakuen: Kando batsugun?)
- Titre français : Chasseur de vierges[1]
- Réalisation : Koretsugu Kurahara
- Scénario : Akira Momoi (ja)
- Montage : Akira Suzuki
- Musique : Naozumi Yamamoto (crédité comme Sansaku Okuzawa)
- Photographie : Kenji Hagiwara
- Production : Akihiko Yamaki
- Société de production et distribution : Nikkatsu
- Pays d'origine :  Japon
- Langue originale : japonais
- Format : couleur
- Genre : comédie érotique, roman porno
- Durée : 71 minutes
- Date de sortie : 
  - Japon : 1er octobre 1977[2]

## Distribution
- Asami Ogawa : Misa
- Asami Morikawa : Akemi
- Jun Aki : Yuriko
- Tatsuya Hamaguchi : docteur
- Tsutomu Hori (crédité comme Ben Hori) : Shin'ichi Yamamoto
- Wataru Ishibashi : Umeno
- Tamaki Katsura : Tomiko
- Toshikatsu Matsukaze : Tadao Yoshikawa
- Hiroshi Miyamoto : un jeune homme
- Morihei Murakuni (crédité comme Shūhei Murakuni)
- Mami Yuki : Yoshie Tashiro
- Daisuke Ōmi : Ono